# Reclusione (religione)

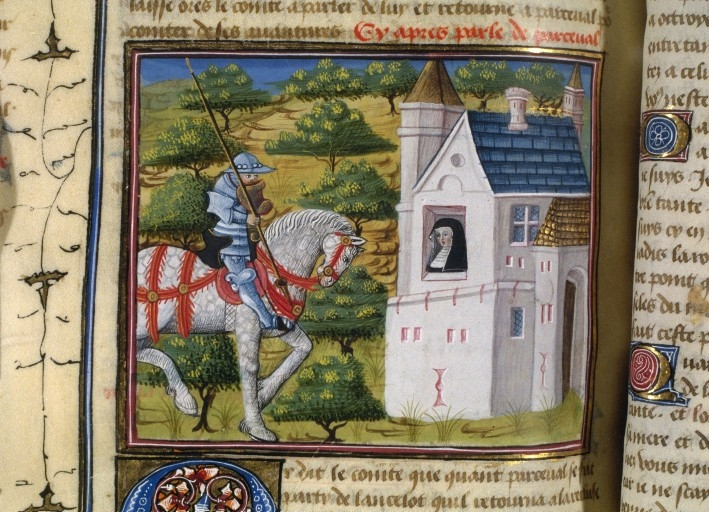
Parsifal e la reclusa, miniatura del XV secolo

La reclusione religiosa consiste nella scelta, da parte di una persona, di vivere per un periodo più o meno lungo (eventualmente anche un'intera vita) in un "reclusorio", ovvero in uno spazio molto limitato (in genere una cella, talvolta murata con un'apertura ridotta per il passaggio di vivande e di aria) senza contatto con altre persone, con scopo di ascesi e preghiera.
Tale spazio può tuttavia essere annesso ad una chiesa in modo che colui che ha scelto tale comportamento di vita possa, tramite una finestra supplementare che si apre sull'interno della chiesa stessa, assistere alla Messa e anche comunicarsi. Tale apertura dev'essere coperta da una tendina in modo che il recluso non possa essere visto dall'esterno della cella. La reclusione può anche, a seconda dei casi, prevedere un'attività manuale od intellettuale da svolgersi all'interno della cella, i cui elaborati possono essere ceduti o anche venduti eventualmente all'esterno, con il loro trasferimento sempre tramite l'apertura principale (od unica). Sono possibili casi in cui il recluso abbia allievi ed i suoi contatti con essi avvengono, in questo caso, sempre e solo tramite la suddetta apertura.
Nei primi secoli le celle non erano riscaldate, ma nei secoli XIII e XIV le regole furono gradualmente mitigate e fu permesso anche il riscaldamento dei reclusori. Nei primi tempi ogni convento comprendeva anche un reclusorio (inteso come una o più celle per la reclusione). I reclusori dovevano inoltre essere arredati in modo spartano, per conformarsi all'ideale dell'ascesi.
Numerosi santi e sante  scelsero questa disciplina, anche se non per tutta la vita, ad esempio: santa Verena, santa Viborada, santa Ida di Fischingen, san Fintano e san Simeone di Siracusa.